# Will & Grace
Will & Grace este un sitcom american de comedie care a fost difuzat prima oară pe NBC din 21 septembrie 1998 până pe 18 mai 2006, pentru un total de 8 sezoane. Will & Grace rămâne cel mai de succes film serial cu personaje principale ca fiind homosexuale. De-a lungul celor opt ani de difuzare, Will & Grace a câștigat 16 premii Emmy și 83 nominalizări.

## Sinopsis
Willam Truman, un avocat homosexual împarte un apartament frumos din New York City cu Grace Adler, decoratoare de interior, complexată și evreu. La acest cuplu, care caută dragostea și fericirea fiecare la rândul său a fost adăugată Karen, secretara antipatică și bogată a lui Grace și Jack prietenul homosexual al lui Will.

## Distribuție
- Eric McCormack (Guillaume Lebon) : Will Truman
- Debra Messing (Emmanuelle Bondeville) : Grace Adler
- Megan Mullally (Caroline Jacquet) : Karen Walker
- Sean Hayes (Bertrand Liebert) : Jack McFarland
- Shelley Morrison (Denise Metmer) : Rosario